# Dailey Islands
Die Dailey Islands (auch Dailey Archipelago genannt) sind eine Gruppe aus fünf kleinen Inseln vulkanischen Ursprungs vor der Scott-Küste des ostantarktischen Viktorialands. Sie liegen zwischen 8 und 20 km nordöstlich des Kap Chocolate im nördlichen Teil des Ross-Schelfeises, der an den McMurdo-Sund angrenzt. Zu ihnen gehören West Dailey Island, Juergens Island, Hatcher Island, Uberuaga Island und Kuechle Island.
Teilnehmer der Discovery-Expedition (1901–1904) unter der Leitung des britischen Polarforschers Robert Falcon Scott entdeckt und benannten sie. Namensgeber ist Frederick Ernest Dailey (1873–1961), der Schiffszimmerer bei dieser Forschungsreise.